# ديدي بيبي
ديدي بيبي (بالفرنسية: Didier Pepe)‏ (مواليد 1 مارس 1998) هو لاعب كرة قدم افواري.

## روابط خارجية
- ديدي بيبي على موقع قاعدة بيانات كرة القدم.إي يو (الإنجليزية)